# Limnichus cuneatus
Limnichus cuneatus är en skalbaggsart som beskrevs av Champion 1923. Limnichus cuneatus ingår i släktet Limnichus och familjen lerstrandbaggar. Inga underarter finns listade i Catalogue of Life.